# Vigarano-Meteorit
Koordinaten: 44° 51′ 54″ N, 11° 30′ 45″ O
Der Vigarano-Meteorit ist ein Kohliger Chondrit, der am 22. Januar 1910 bei Vigarano Mainarda in Italien niedergegangen war. In ihm wurden erstmals Calcium-Aluminium-reiche Einschlüsse entdeckt.

## Etymologie
Die Gemeinde Vigarano leitet sich vom Lateinischen Vicus Varianius ab und bezeichnet wahrscheinlich das Besitztum, Anwesen (vicus) eines Varius. Das Wort Meteorit stammt seinerseits von altgriechisch μετέωρος metéōros mit der Bedeutung „emporgehoben“, „hoch in der Luft“ (vergleiche Meteorologie).

## Geographie und Geschichtliches
Der beobachtete Fall erfolgte am 22. Januar 1910 um 21:30 Uhr in der Nähe des Dorfes Vigarano Pieve. Das Dorf gehört zur Gemeinde Vigarano Mainarda, die rund 10 Kilometer westlich von Ferrara  in der Region Emilia-Romagna gelegen ist.
Die 11,5 Kilogramm schwere Hauptmasse des Meteoriten wurde kurze Zeit später gefunden und als Meteorit von Cariani bezeichnet. Nur wenige Wochen darauf wurde eine zweite, 4,5 Kilogramm schwere Masse entdeckt – der Meteorit von Morandi. Sie lag nur wenige hundert Meter von der Hauptmasse entfernt. Die Gesamtmasse des Meteoriten beträgt somit 16 Kilogramm.
In verschiedenen Museen werden insgesamt 12 Kilogramm des Meteoriten aufbewahrt, davon stammen 7 Kilogramm aus der Hauptmasse.
Im Jahr 1968 hatte Mireille Christophe Michel-Lévy vom CNRS in Paris erstmals einen Calcium-Aluminium-reichen Einschluss im Vigarano-Meteorit als „Melilith-Spinell-Chondrule“ beschrieben.

## Einführung
Die kohligen CV-Chondrite liefern uns eine riesige Menge an Informationen über die operativen Prozesse im Frühen Sonnensystem. Nach ihrer Akkretion unterlagen sie zahlreichen Umwandlungen, darunter wässrige Alterationen, thermische Metamorphose und Metasomatose. Unter sämtlichen Meteoriten enthalten CV-Chondriten die größten refraktären Einschlüsse, vor allem die CAIs. Ihre besondere Bedeutung liegt in der Datierung und Interpretation lang- und kurzlebiger Radionuklide – vor allem, da die CAIs als gleichalt mit dem Beginn des Sonnensystems angesehen werden. Durch spezielle Chronometer wie 53Mn-53Cr konnten Akkretionsalter von CV3-Körpern mit zirka 1,8 bis 2,5 oder 3,2 bis 3,3 Millionen Jahre nach Bildung der CAIs festgelegt werden.

## Klassifikation
Der Vigarano-Meteorit ist ein kohliger Chondrit, der petrographisch in die Gruppe CV eingeordnet wird und deren Lithotypus er darstellt (das V in der Gruppenbezeichnung CV steht für Vigarano – die Gruppe CV wird daher auch als Vigarano-Gruppe bezeichnet). Wie die meisten Meteoriten der Gruppe CV wird auch der Vigarano-Meteorit dem Typus 3 zugerechnet und stellt folglich einen CV3 dar – genauer einen CV 3.1 bis 3.4.
Die geochemische und mineralogische Zusammensetzung der Gruppe CV ist den anderen kohligen Chondriten recht ähnlich. Kohlige Chondriten haben im Vergleich mit allen anderen Chondriten mit rund 25 Gewichtsprozent die höchsten FeO-Werte, besitzen aber so gut wie keinerlei metallisches Eisen und Eisen(II)-sulfid (FeS). Metallisches Fe-Ni erreicht maximal 4,6 Volumenprozent.
CV-Meteoriten zeichnen sich geochemisch aber auch dadurch aus, dass sowohl ihr Verhältnis Magnesium/Silizium und ihre Sauerstoffisotopen den auf der Sonne herrschenden Bedingungen sehr nahe kommen. Ihr Mg/Si-Verhältnis beträgt 1,08 bis 1,15 und ist somit am höchsten unter allen Chondriten. Dem vergleichbar ihr Verhältnis Calcium/Silizium, das ebenfalls am höchsten ist und zwischen 0,07 und 0,09 zu liegen kommt.
Mineralogisch charakteristisch für die Gruppe  CV sind große Chondren, große refraktäre Einschlüsse (beispielsweise Calcium-Aluminium-reiche Einschlüsse) und reichhaltig Matrix.
Die CV3-Chondriten stellen eine komplexe Gruppe kohliger Chondriten dar und manifestieren eine beträchtliche Vielfalt – was ihre Mineralogie, Oxidationsstufe, Gefügeeigenschaften und Metamorphose anbelangt.
Bereits 1977 hatte Harry Y. Jr. McSween erkannt, dass die CV3-Chondriten in reduzierte (CVRed) und oxidierte (CVOx) Untergruppen unterteilt werden können – und zwar anhand des Auftretens von Eisen und metallischem Nickel gegenüber Magnetit. Die oxidierten CV3-Chondriten legen eine weite Reihe von sekundären Alterationserscheinungen an den Tag, darunter die Oxidation und die Sulfidumwandlung von Metallen, die Na-Fe-Metasomatose und verschiedene Abstufungen von wässrigen Umwandlungen. Wegen dieser Alterationen haben Weisberg und Kollegen 1997 vorgeschlagen, die oxidierten CV3-Chondriten nochmals in zwei Untergruppen zu trennen – in die Allendeartigen (CVOxA) und in die Baliartigen (CVOxB).
Auch wenn der Vigarano-Meteorit zur Untergruppe der reduzierten CVs gestellt wird, so enthält er auch einige oxidierte Einschlüsse, die sehr wahrscheinlich auf eine wässrige Alteration zurückzuführen sind.
Dennoch ist der Vigarano-Meteorit einer der am wenigsten veränderten Meteorite und wurde daher umfangreich untersucht.
Bisher wurden insgesamt nur 7 CV-Fälle berichtet. Der Vigarano-Meteorit ist der größte der relativ reduzierten Untergruppe von CV-Chondriten. Zu dieser Untergruppe gehören auch der Efremovka-Meteorit und der Leoville-Meteorit. Der Allende-Meteorit bildet Teil der oxidierten Untergruppe.

## Petrologie

### Mineralgehalt
Im Vigarano-Meteorit wurden zwei extrem seltene Minerale gefunden, dessen Typlokalität er ist:
- Warkit (Ca2Sc6Al6O20), der sonst nur noch im Murchison-Meteorit vorkommt
- Rubinit (Ca3Ti3+2Si3012), der nur noch in zwei anderen kohligen Chondriten vorhanden ist.

Warkit ist ein neues Scandium-Mineral, das eine Aenigmatit-artige P-1-Struktur aufweist. Es tritt als 4 bis 12 μm große Aggregate von 1  bis 4 μm großen Kristallen auf. Assoziiert ist es mit Perowskit, gehlenitischem Melilith und Davisit.
Wie Eringait ist Rubinit eines der ersten Festkörper im Sonnennebel. Rubinit bildete sich entweder als Kondensat oder kristallisierte unter hochreduzierenden Bedingungen aus einer Schmelze reich an 16O, Calcium, Aluminium und Titan. Im untersuchten Bereich tritt Rubinit als unregelmäßige bis hypidiomorphe Kristalle auf, welche in einem ultrarefraktionären Bereich 0,5 bis 1 μm groß werden. Sie kristallisieren zusammen mit Zr-Panguit, Spinell und Davisit-Diopsid – eingeschlossen in einem amöboiden Olivinaggregat (AOA).
Neben den im Artikel aufgeführten Mineralen treten außerdem auf: Andradit, Apatit, Augit mit der Varietät Fassait, Calcit, Chromit, Diamant, Dolomit, Eisen mit der Varietät Kamacit, Enstatit, Esseneit, Fayalit, Forsterit, Glas, Granat (Gruppe), Hedenbergit, Hexaferrum, Ilmenit, Kirschsteinit, Klinoenstatit, Korund, Merrillit, Monticellit, Nephelin, Pentlandit, Periklas, Pigeonit, Plagioklas, Pyrrhotit, Sodalith, Taenit, Tazheranit, Tetrataenit, Troilit, Wollastonit und Wüstit.

### Matrix
Die Matrix des Vigarano-Meteoriten besitzt gegenüber Chondren ein modales Verhältnis von 0,5 bis 1,2, d. h. sie variiert zwischen 33 und 55 %. Sie tritt als klastisches Material zwischen den Chondren auf und findet sich auch in deren feinkörnigen Rändern. Sie wird eindeutig von Olivinen beherrscht, die morphologisch sehr variabel sind. Im Inneren der Olivine finden sich hercynitischer Spinell und kohlige Einschlüsse. Die klastische Matrix und die feinkörnigen Ränder der Chondren weisen signifikante Unterschiede in ihren Olivinmorphologien auf – aber auch in der Häufigkeit und der geochemischen Zusammensetzung der Olivine sowie in den Charakteristiken der kohligen Materie. Diese Unterschiede dürften wohl eher das Ergebnis unterschiedlich starker Alterationen in der klastischen Matrix und in den Rändern sein – und sind daher nicht mit Veränderlichkeiten des Vorgängermaterials (engl. precursor material) in Verbindung zu bringen. Gefügecharakteristika und Zusammensetzungen der Matrix-Olivine deuten darauf hin, dass sie sich während der Asteroidenmetamorphose aus einem amorphen Vorgängermaterial gebildet hatten – in der Gegenwart begrenzter Mengen an wässrigen Flüssigkeiten.
Die Brekziierung innerhalb der feinkörnigen Matrix ist gang und gäbe – mit Bruchstücken von Chondren, AOAs usw. Diese klastische Matrix ist eine Vermischung von Materialien, die bei den Bildungsprozessen von Regolith in unterschiedlichem Ausmaß zerkleinert wurden. Die Korngrößen variieren von wenigen μm bis hin zu mehreren hundert μm, darunter gelegentliche Eisen-, Nickel- und Spinellkörner, aber auch CAIs.
Als Phyllosilikat ist Saponit innerhalb der Matrix enthalten. Beginnende wässrige Alteration innerhalb der Matrix wird durch die Anwesenheit von Smectit, Serpentin und Oxyhydroxiden wie beispielsweise Ferrihydrit indiziert.

### Chondren
Die bis zu 1000 μm erreichenden Chondren im Vigarano-Meteoriten gehören dem Typ I an. Dies sind FeO-arme, reduzierte, porphyrische Olivin-Chondren (engl. porphyritic olivine oder abgekürzt POs mit einer Magnesiumzahl von rund 0,90 in Olivin), die an moderat volatilen Elementen verarmt sind. Einige Chondren besitzen noch ihre gut-ausgebildeten, feinkörnigen Ränder. Die Ränder sind aushaltend, zeigen aber keine lagenartige Ausbildung in ihrer Zusammensetzung – wie dies bei feinkörnigen Rändern von CM-Chondriten gewöhnlich der Fall ist. Die POs sind reich an opakem Material. Nicht-porphyrische Chondren sind sehr selten und machen nur 0,1 Volumenprozent aus.

### Weitere Komponenten
Weitere Komponenten im Vigarano-Meteorit neben Matrix und Chondren sind vor allem die eingangs bereits erwähnten, im Meteoriten erstmals entdeckten Calcium-Aluminium-reichen Einschlüsse oder abgekürzt CAIs. AOAs (auch als AOIs bezeichnet) erscheinen als Bruchstücke in der Matrix. CAIs und AOAs nehmen zusammen zwischen 6 und 13 Volumenprozent im Meteoriten ein.
K. Harazono und H. Yurimoto (2003) untersuchten beispielsweise einen grobkörnigen, flockigen CAI des Typus A. Der etwa 5 Millimeter messende CAI wird von grobkörnigem Melilith  (≥ 50 µm) dominiert. Einige der Melilithe umschließen Spinellkörner poikilitisch. Nach außen folgt ein Wark-Lovering-Rand, der sodann von zirka 20 µm dicken, charakteristischen Lagen aus Anorthit und Pyroxen umgeben wird. Auch Hibonit tritt auf.
Vorhanden sind außerdem auch Dunkle Einschlüsse (engl. dark inclusions oder abgekürzt DI). Hinzutreten können ferner so genannte FUN-Einschlüsse (engl. FUN inclusions).
Die dark inclusions (DI) sind unregelmäßig geformte, bis zu Zentimeter-große Objekte, die zwar eine erkennbare, äußere Form haben, jedoch ein Konglomerat darstellen, bestehend überwiegend aus Matrix-Material, CAIs und Chondren.  Die DI treten ausschließlich in kohligen Chondriten auf und haben eine Zusammensetzung wie CV-Chondrite, jedoch sind diese im Vergleich zu CV-Chondriten nochmals verändert worden.
Die FUN-Einschlüsse sind sehr seltene Objekte mit verschiedenen Isotopenanomalien.
Im Jahr 1991 wurde von E. K. Zinner und Kollegen ein metallischer, Magnesiowüstit-führender Fremdling im Vigarano-Meteorit beschrieben. Auch Fremdlinge sind äußerst seltene, exotische Objekte, die aber wahrscheinlich trotzdem im solaren Nebel entstanden sind. Sie sind reich an refraktären, siderophilen Elementen und werden in CAIs von CV-Chondriten gefunden.
Eine weitere Rarität im Vigarano-Meteorit sind CAFI-Einschlüsse – Calcium-Aluminium-Eisen-reiche Einschlüsse (engl. Ca-Al-Fe-rich inclusions). Diese ähneln in ihrem Gefüge den CAIs, werden aber zu mehr als 50 Volumenprozent von Hercynit aufgebaut. Neben dem eisenreichen Hercynit erscheinen Dmitryivanovit, Grossit und Perowskit. Melilith und Magnesium-Spinell sind sehr selten, CAFIs sind daher stark an Magnesium und SiO2 untersättigt. Das magmatische Gefüge des CAFI's im Vigarano-Meteoriten verweist auf das Aufschmelzen seines Vorgängermaterials (reich an Calcium, Aluminium und Eisen) im Sonnennebel.

## Datierung
Der Vigarano-Meteorit besitzt ein Expositionsalter (Bestrahlungsalter) gegenüber kosmischer Strahlung von rund 5,6 Millionen Jahren.
CAIs innerhalb des Vigarano-Meteoriten deuten jedoch auf ein wesentlich früheres Bildungsalter hin. So ergab ein CAI-Einschluss ein 26Al/27Al-Verhältnis von 4,89 ± 0,38×10−5, das ein sehr frühes Entstehungsalter innerhalb der protoplanetaren Scheibe von 70.000 bis 150.000 Jahren (nach T0, d. h. nach 4568,7 Millionen Jahren) bedingt.